# Johnstown (Wyoming)
Johnstown è un census-designated place degli Stati Uniti d'America, situato nella Contea di Fremont dello stato del Wyoming. Nel censimento del 2000 la popolazione era di 236 abitanti.

## Geografia fisica
Secondo i rilevamenti dell'United States Census Bureau, la località di Johnstown si estende su una superficie di 83,3 km², dei quali 81,5 km² sono occupati da terre, mentre 1,8 km² da acque.

## Popolazione
Secondo il censimento del 2000, a Johnstown vivevano 236 persone, ed erano presenti 60 gruppi familiari. La densità di popolazione era di 2,9 ab./km². Nel territorio comunale si trovavano 100 unità edificate. Per quanto riguarda la composizione etnica degli abitanti, il 43,64% era bianco, il 53,59% era nativo e il 2,97% apparteneva a due o più razze. La popolazione di ogni razza ispanica corrispondeva all'8,05% degli abitanti.
Per quanto riguarda la suddivisione della popolazione in fasce d'età, il 31,4% era al di sotto dei 18, il 6,8% fra i 18 e i 24, il 27,5% fra i 25 e i 44, il 25,0% fra i 45 e i 64, mentre infine il 9,3% era al di sopra dei 65 anni di età. L'età media della popolazione era di 33 anni. Per ogni 100 donne residenti vivevano 100,0 uomini.